# Moscheea Ketchaoua
Moscheea Ketchaoua este o moschee din orașul Alger, Algeria. Aceasta este una dintre cele mai importante atracții turistice ale orașului, făcând parte din Patrimoniul Mondial UNESCO.

## Istorie și arhitectură
Moscheea a fost construită în timpul dominației otomane din Algeria de către Hasan Pașa (1517-1572), fiul celebrului amiral Hayreddin Barbarossa (1478-1546). Cu toate acestea, lăcașul a fost finalizat abia în anul 1612. În urma războiului cu Franța izbucnit în 1830, Algeria a intrat sub stăpânirea Imperiului Colonial Francez. În anul 1838 francezii au convertit moscheea într-o catedrală romano-catolică cu hramul Sfântului Filip. În 1840, după cucerirea orașului algerian Constantin, mareșalul Sylvain Charles Valée a donat o cruce masivă pe care a așezat-o în vârful catedralei.
În anul 1962 Algeria și-a declarat independența față de Imperiul Francez, iar catedrala a fost transformată înapoi în moschee. Ceremonia de sfințire a locașului a fost oficiată în prezența lui Tawfiq al Madani, ministrul muncii la acea vreme. Acesta a fost considerat un moment de importanță națională ce simboliza supremația poporului algerian asupra dominației colonialiste.
Din punct de vedere arhitctural Moscheea Ketchaoua este o combinație între arhitectura maură și cea bizantină. Edificiul are o intrare monumentală flancată de două minarete. Exteriorul este bogat ornamentat cu diverse modele și detalii, iar interiorul este unul spațios, cu numeroase galeri. Datorită importanței sale istorice și arhitecturale, moscheea a fost inclusă în Patrimoniul Mondial UNESCO.

## Galerie de imagini

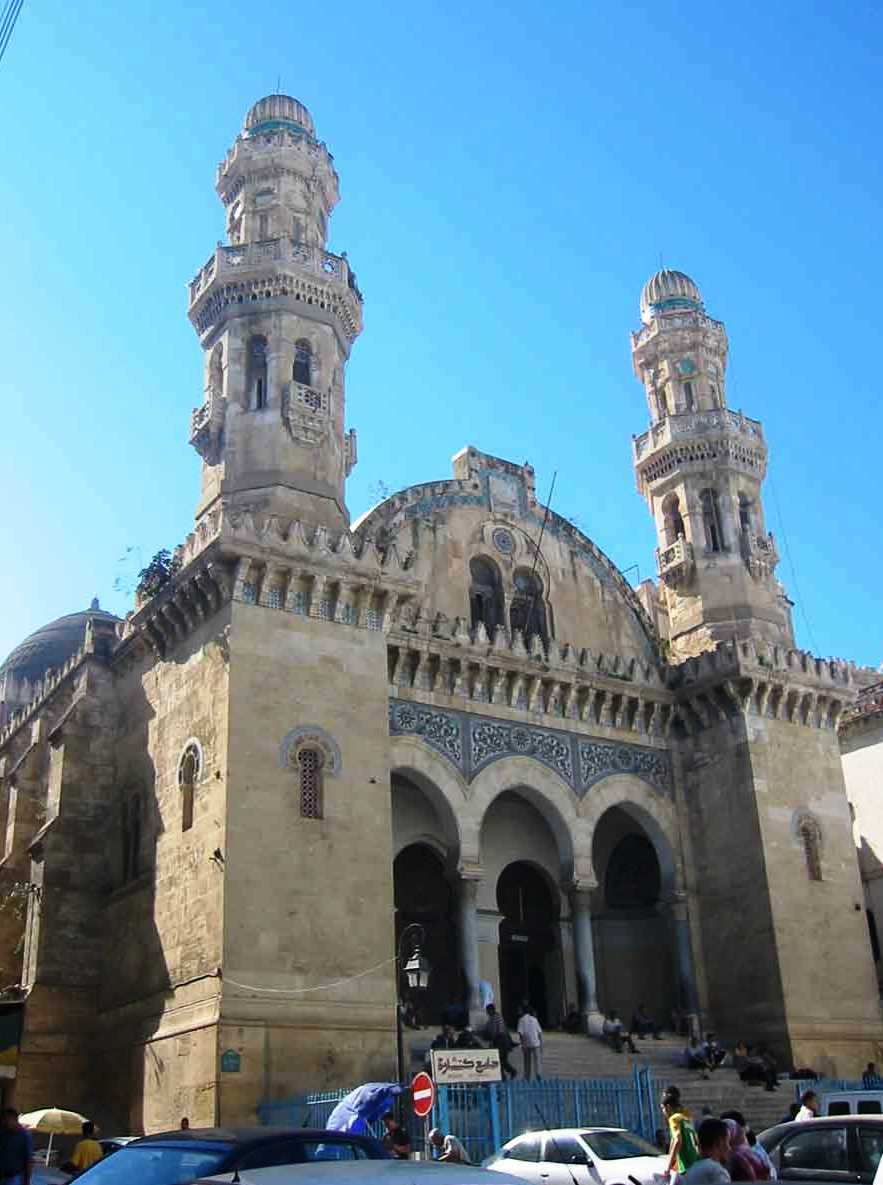
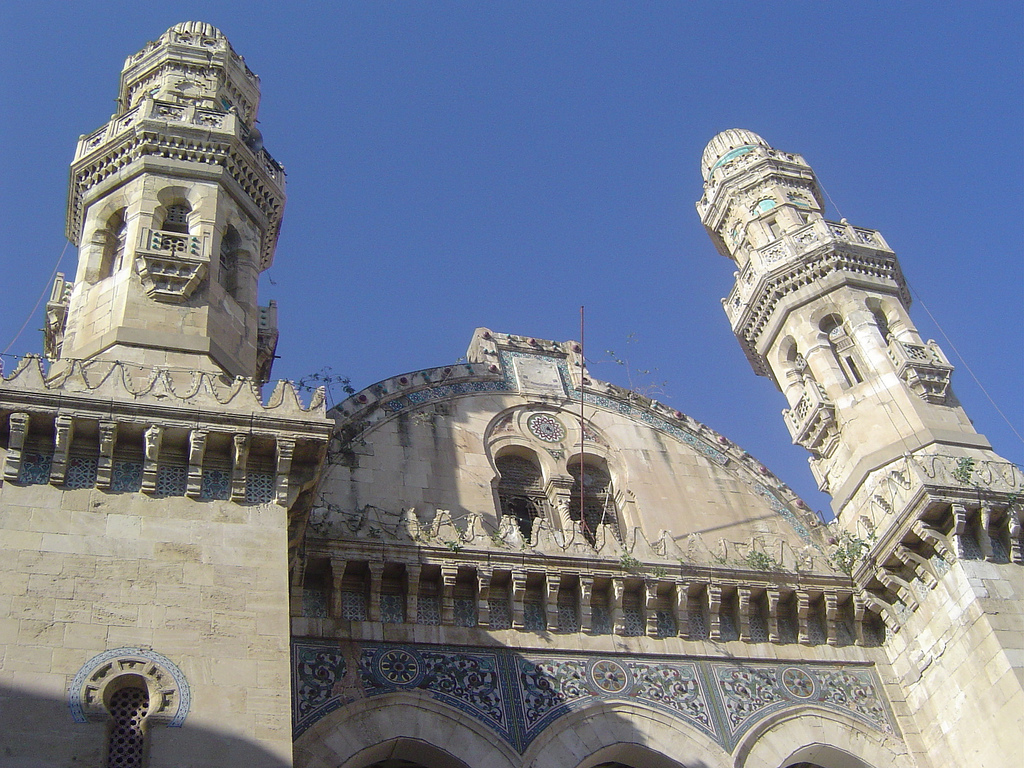
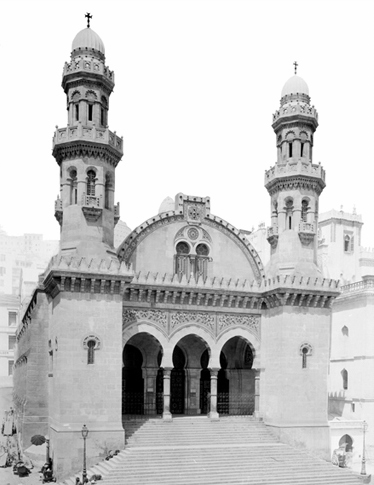
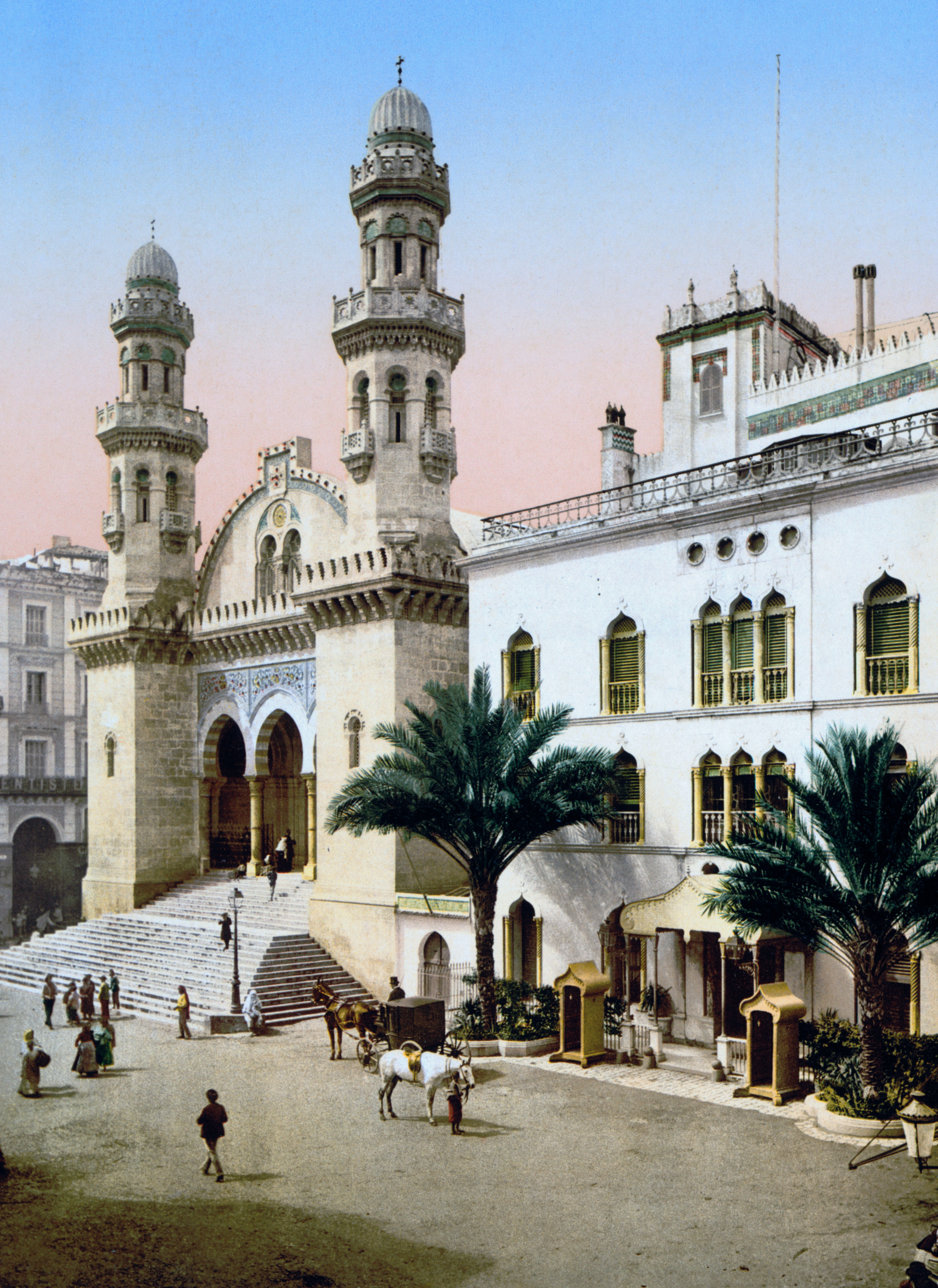
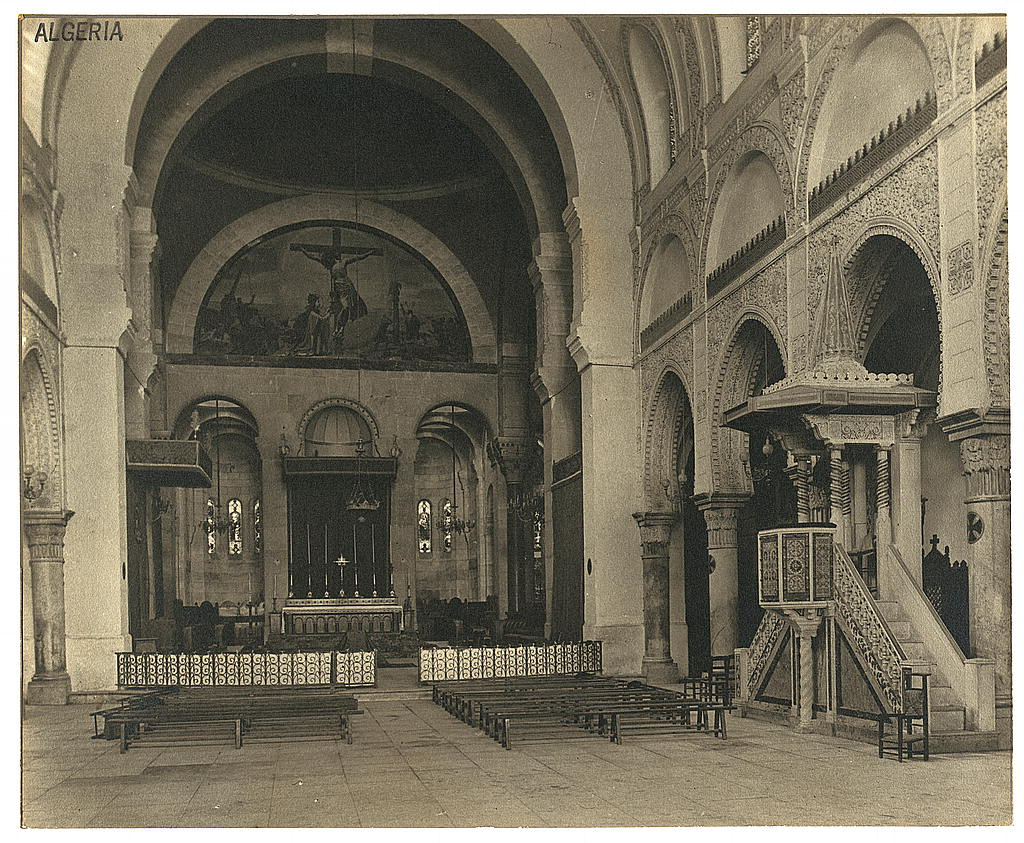